# Maciej Jońca
Maciej Michał Jońca (ur. 1978) – polski prawnik i historyk sztuki, profesor nauk prawnych, specjalista w zakresie prawa rzymskiego.

## Życiorys
W 1997 uzyskał maturę. W latach 1997–2002 odbył studia prawnicze na Wydziale Prawa, Prawa Kanonicznego i Administracji Katolickiego Uniwersytetu Lubelskiego, a w latach 1998–2004 studia na kierunku historia sztuki na Wydziale Nauk Humanistycznych KUL. Od 2002 do 2005 był doktorantem w Katedrze Prawa Rzymskiego KUL, a w latach 2005–2007 asystentem. W 2006 uzyskał na podstawie rozprawy pt. Parricidium w prawie rzymskim stopień naukowy doktora. W 2007 objął stanowisko adiunkta w tej katedrze. 
Na podstawie dorobku naukowego oraz monografii pt. Przestępstwo znieważenia grobu w rzymskim prawie karnym w 2014 na Wydziale Prawa, Prawa Kanonicznego i Administracji KUL otrzymał stopień doktora habilitowanego nauk prawnych w dyscyplinie prawo w specjalności prawo rzymskie. Został profesorem nadzwyczajnym KUL, którym był do roku 2021. Od tego czasu piastuje stanowisko wykładowcy prawa rzymskiego. Postanowieniem Prezydenta RP z 7 września 2023 nadano mu tytuł profesora nauk społecznych w dyscyplinie nauki prawne.

## Działalność naukowa i organizacyjna
W latach 2017-2021 był kierownikiem Katedry Prawa Rzymskiego KUL, w latach 2021-2024 wykładowcą prawa rzymskiego na Uniwersytecie Szczecińskim, a od roku 2024 wykłada prawo rzymskie oraz prawo cywilne na Akadmia Łomżyńska. Pełnił funkcję kierownika oraz wykonawcy grantów Narodowe Centrum Nauki. Jest autorem ośmiu monografii i ponad stu artykułów poświęconych prawu rzymskiemu oraz formom jego oddziaływania na świat współczesny. Teksty o charakterze popularyzatorskim ogłasza na łamach m.in.: Gazeta Prawna, Polityka, Rzeczpospolita. Ekspert Fundacji na Rzecz Nauki Polskiej oraz Narodowego Centrum Nauki. 
Po jego kierunkiem doktorat napisali: Jacek Grochowski, Wińczysław Jastrzębski oraz Tomasz Rehlis. Był promotorem doktoratu honorowego, który w roku 2021 otrzymał od KUL prof. Reinhard Zimmermann. Czynnie angażuje się w rozwój kultury studenckiej. Na KUL-u był kuratorem Legii Akademickiej KUL, Polskiej Akademickiej Korporacji "Astrea Lublinensis" oraz "Gildii Akademickiej Piusa XI". Pomysłodawca studencko-doktoranckiego seminarium naukowego "Hybryda", podczas którego naukowcy z całego świata prezentują wyniki badań. Na uniwersyteckie Szczecińskim założył i prowadził Koło Naukowe "Romanesimo". Na Akademii Łomżyńskiej założył i prowadzi Koło Naukowe "Ius Commune". 
Autor monografii:
1. Parricidium w prawie rzymskim, Wyd. KUL, Lublin 2008, s. 351, ISBN 978-83-7363-815-0.
2. Głośne rzymskie procesy karne, Ossolineum, Wrocław 2009, s. 319, ISBN 978-83-04-05016-7.
3. Laudatio Turiae – funebris oratio uxori dedicata (Pochwała Turii – mowa pogrzebowa ku czci żony), Wyd. Nauk. UAM, Poznań 2011, s. 162. ISBN 978-83-8291-242-5.
4. Prawo rzymskie. Marginalia, Wyd. KUL, Lublin 2012, s. 341 (II. wyd. Lublin 2015, s. 447), ISBN 978-83-8061-100-9.
5. Przestępstwo znieważenia grobu w rzymskim prawie karnym, Wyd. KUL, Lublin 2013, s. 465, ISBN 978-83-7702-747-9.
6. Prawo rzymskie. Mirabilia, C.H. Beck, Warszawa 2020, s. 506, ISBN 978-83-8158-443-2.
7. Rzymskie prawo karne. Instytucje, Wyd. Werset, Lublin 2021, s. 218. ISBN 978-83-67064-10-1.
8. Historia prawa w przezroczach, Wyd. UG, Gdańsk 2024, s. 304. ISBN: 978-83-8206-650-0.

## Odznaczenia
- Medal „Milito Pro Christo” – 2014[5]